# Dumitru Celeadnic
Dumitru Celeadnic (ur. 23 kwietnia 1992 w Kiszyniowie) – mołdawski piłkarz występujący na pozycji bramkarza w mołdawskim klubie Sheriff Tyraspol oraz reprezentacji Mołdawii.

## Sukcesy

### Klubowe
Sheriff Tyraspol
- Mistrz Mołdawii: 2019, 2020/2021
- Zdobywca Pucharu Mołdawii: 2018/2019